# Constantin Zamfir
Constantin Zamfir (n. 14 mai 1952, Bucșani, România) este un fotbalist român retras din activitatea sportivǎ, care a jucat în cariera sa în principal pentru FC Steaua București și Pandurii Târgu-Jiu.